# Mugrón mac Flainn
Mugrón mac Flainn (mort en 782) est un roi d'Uí Failghe, un peuple du Laigin dans le Comté d'Offaly qui règne entre 770 et 782.

## Contexte
Mugrón est le 5e des fils du roi Fland Dá Chongal à accéder au trône et  le 3e de ceux nés de son union avec Érenach, fille de 
Murchad Midi mac Diarmato (mort en 715) roi d'UisneachLa Liste des Rois du Livre de Leinster lui accorde un règne de 25 ans dont la durée  n'est pas totalement compatible avec les obiits des annales.
Mugrón se joint avec Bran Ardchenn mac Muiredaig, un prétendant au trône de Leinster du sept Uí Muiredaig qui était lui-même soutenu par l'Ard ri Erenn Domnall Midi, l'oncle maternel Mugrón, contre le souverain régnant Ruaidrí mac Fáeláin. du sept Uí Fáeláin issu des Uí Dúnlainge. Les coalisés sont défaits lors de la Bataille de Curragh près de Kildare en 782 et Mugrón est tué lors du combat.
Ses fils Óengus mac Mugróin (mort en 803) et Cináed mac Mugróin (mort en 829) seront ultérieurement rois d'Uí Failghe. Un autre de fils nommé Colcu est l'ancêtre du  Clann Colgcan implanté dans le nord d' Offaly autour de l'actuelle baronnie de Lower Philipstown.

## Sources
- (en) Gearóid Mac Niocaill, Ireland before Vikings, Dublin, Gill & Macmillan, 1972
- (en) Francis John Byrne, Irish Kings and High-Kings, Dublin, Courts Press History Classics, 2001 (ISBN 1-851-82-196-1).